# Smagen af livet
|  | Denne artikel er oprettet af botten PalnaBot ud fra en ekstern database. Den kan derfor have sproglige fejl eller mangler. Denne skabelon kan fjernes efter kontrol af indholdet. |

Smagen af livet er en kortfilm instrueret af Chadi Abdul-Karim efter manuskript af Thilde Maj Holgersen.

## Handling
Vi kender dem godt. De er en integreret, accepteret og naturlig del af både livet og døden. På et eller andet tidspunkt kommer de til os alle - uanset tid eller sted, uanset om vi er klar eller ej. Når tiden er inde, dukker de op og serverer et sidste måltid - et gastronomisk resume af dit liv. Når først det er indtaget, vil du være i stand til at forlade denne verden. Filmen følger et af disse bude på sin natlige rute. Vi vidner forskellige leveringer, dets modtagere og de pårørendes reaktioner på godt og ondt. Men buddet gemmer på en hemmelighed. Hver nat er der én pakke, han ikke leverer.